# Дружбиці-Кольонія
Дружбиці-Кольонія (пол. Drużbice-Kolonia) — село в Польщі, у гміні Дружбиці Белхатовського повіту Лодзинського воєводства.
Населення — 437 осіб (2011).
У 1975-1998 роках село належало до Пйотрковського воєводства.

## Демографія
Демографічна структура станом на 31 березня 2011 року:
|          | Загалом | Допрацездатний вік | Працездатний вік | Постпрацездатний вік |
| -------- | ------- | ------------------ | ---------------- | -------------------- |
| Чоловіки | 226     | 35                 | 164              | 27                   |
| Жінки    | 211     | 29                 | 125              | 57                   |
| Разом    | 437     | 64                 | 289              | 84                   |